# Install
install — программа Unix, используемая для копирования файлов и установки прав доступа. Некоторые реализации предлагают вызов команды strip для установки исполняемых файлов.
Команда не определена в POSIX. Реализация различается в системах, использующих GNU Coreutils, и BSD-системах, в частности, по-разному работают опции -D и -d. Команда доступна для Microsoft Windows как часть коллекции UnxUtils.